# Hoofddorpplein
Het Hoofddorpplein ligt in de Hoofddorppleinbuurt in Amsterdam-Zuid. Het Hoofddorpplein is via de Hoofddorpweg en de Zeilbrug verbonden met de omgeving van de Amstelveenseweg.
Het plein is in 1927 vernoemd naar Hoofddorp in de Haarlemmermeer. De straten in de buurt zijn eveneens genoemd naar plaatsen ten zuidwesten van Amsterdam.

## Geschiedenis
Het plein werd aangelegd in 1927 op het grondgebied van de in 1921 door Amsterdam geannexeerde gemeente Sloten. Deze gemeente had al plannen gemaakt voor een nieuwbouwwijk ten westen van de Sloterkade, maar de plannen werden in gewijzigde vorm uitgevoerd door de gemeente Amsterdam als onderdeel van het Plan West.
Het plein, ontworpen door de architect J.M. van der Mey, is net als het Mercatorplein een zogenaamd turbineplein – een pleinvorm waarbij de straten in het verlengde van de pleinwanden uitwaaieren. Oorspronkelijk kon men het plein in het verlengde van de Hoofddorpweg richting Aalsmeerweg in beide richtingen berijden, sinds 1961 uitsluitend linksom, dat wil zeggen, dat als men het plein oprijdt men rechtsaf moet slaan. Op het binnenplein is daardoor enige ruimte ontstaan voor evenementen. Hoofddorpplein, Haarlemmermeerstraat, Surinameplein, Hoofdweg en Mercatorplein maakten oorspronkelijk deel uit van een westelijke ringweg die via de Aalsmeerweg naar Schiphol en Den Haag leidde.

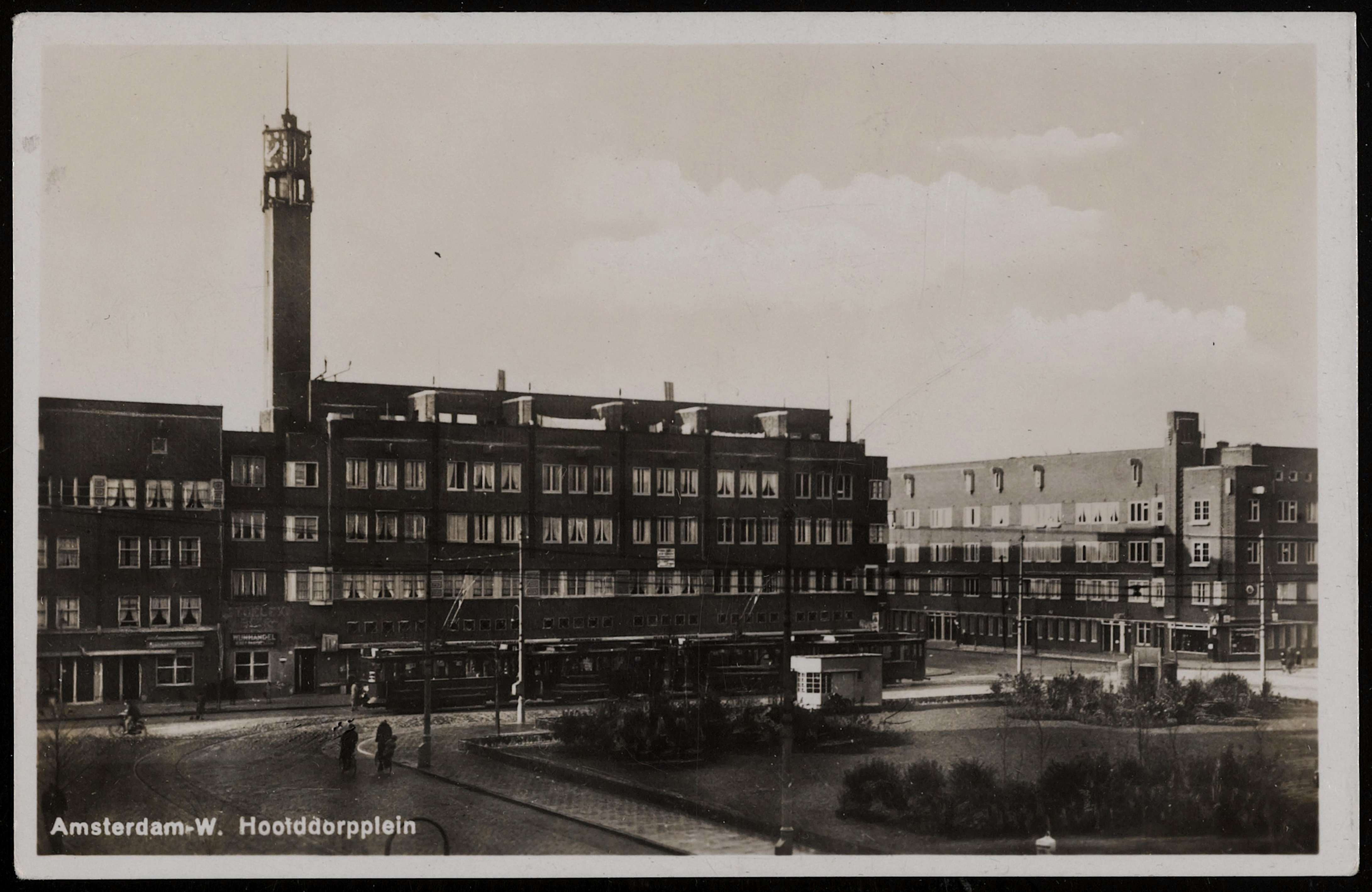
Hoofddorpplein in 1933 met toren

Het Hoofddorpplein had oorspronkelijk een hoge slanke toren in het verlengde van de Zeilstraat. Aan de top was er een uurwerk met aan de vier zijden een wijzerplaat. De toren is in de zeventiger jaren wegens bouwvalligheid afgebroken. De aanzet van de toren is nog herkenbaar in de westwand van het plein.
Tot de indeling in stadsdelen maakte het Hoofddorpplein onderdeel uit van het Overtoomse Veld. Vanaf 1990 werd de buurt ingedeeld bij stadsdeel Amsterdam-Zuid, tussen 1998 en 2010 was dit Oud-Zuid.

## Openbaar vervoer
Vanaf 1929 had tramlijn 1 zijn eindpunt op het Hoofddorpplein. Deze lijn werd in 1948 afgelost door tramlijn 2, die in 1975 werd verlengd via de Heemstedestraat naar Slotervaart. Volgens National Geographic staat het gedeelte van tramlijn 2 vanaf het Centraal Station tot aan de Amstelveenseweg op de negende plaats van  mooiste tramritten ter wereld.
Buslijn 36, toen de langste stadsbuslijn van Nederland, had van 1974-1986 zijn standplaats op het plein ten oosten en ten zuiden van de haltes van lijn 2. Buslijn 15 richting Station Zuid stopt ook op het plein, bij de halte van tramlijn 2. Richting Station Sloterdijk is de halte in de Haarlemmermeerstraat. Buslijn 62 stopt op de Aalsmeerweg vlak bij het plein.

## Kunst op het plein
Een van de wanden van het GEB transformatorhuisje is sinds 2011 voorzien van een mozaïek van 12 vierkante meter, genaamd "Hoofdzaak Liefde" van de kunstenaar Fabrice Hünd. De scherven van keramiek, aardewerk, glas e.d. zijn afkomstig van wat buurbewoners hebben aangedragen. Sinds 2016 staat Pontus van Tom Claassen in het plantsoen. In 2021 verving Empower yourself het werk van Hund.

## Fotogalerij

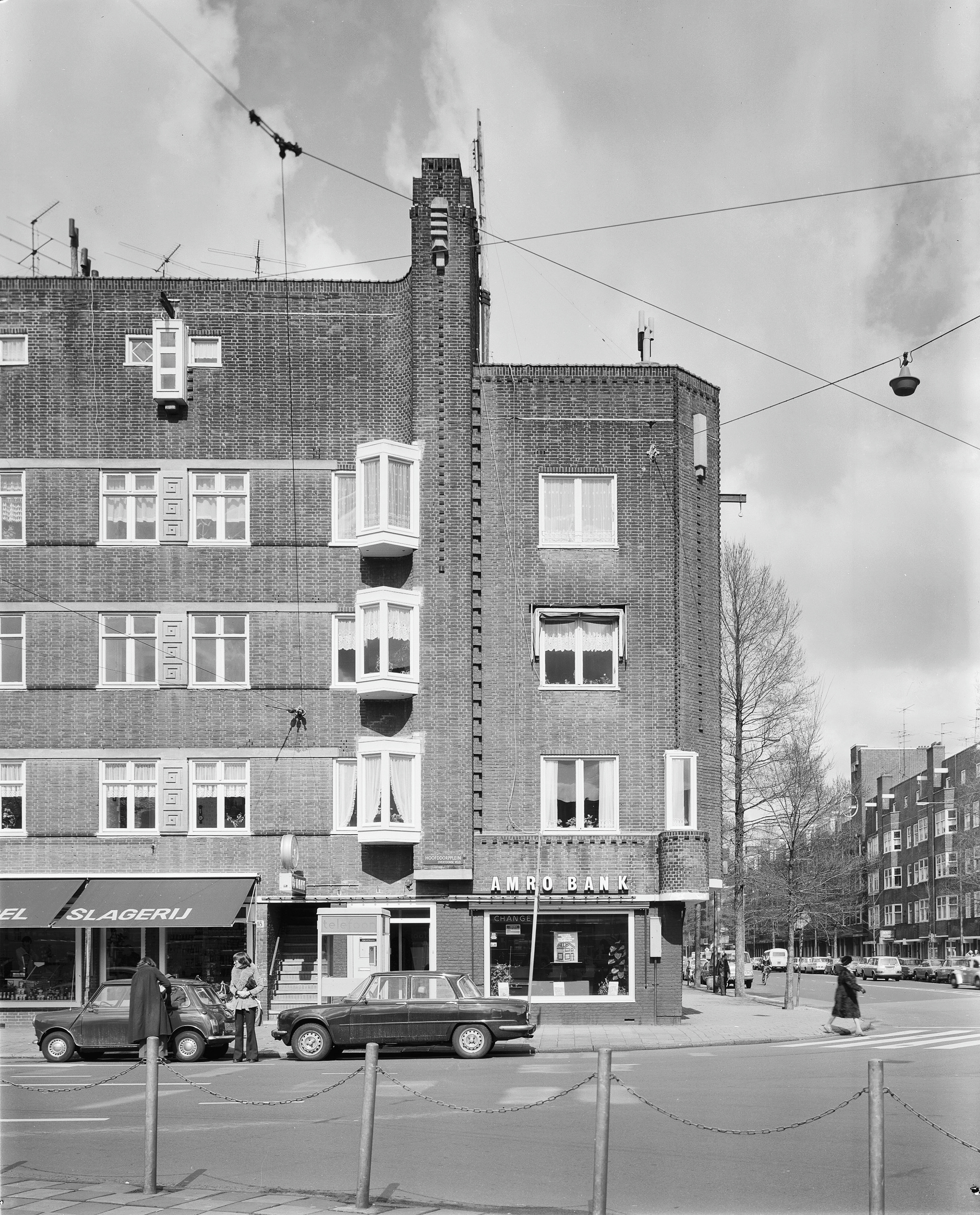
Hoek Haarlemmermeerstraat in 1977
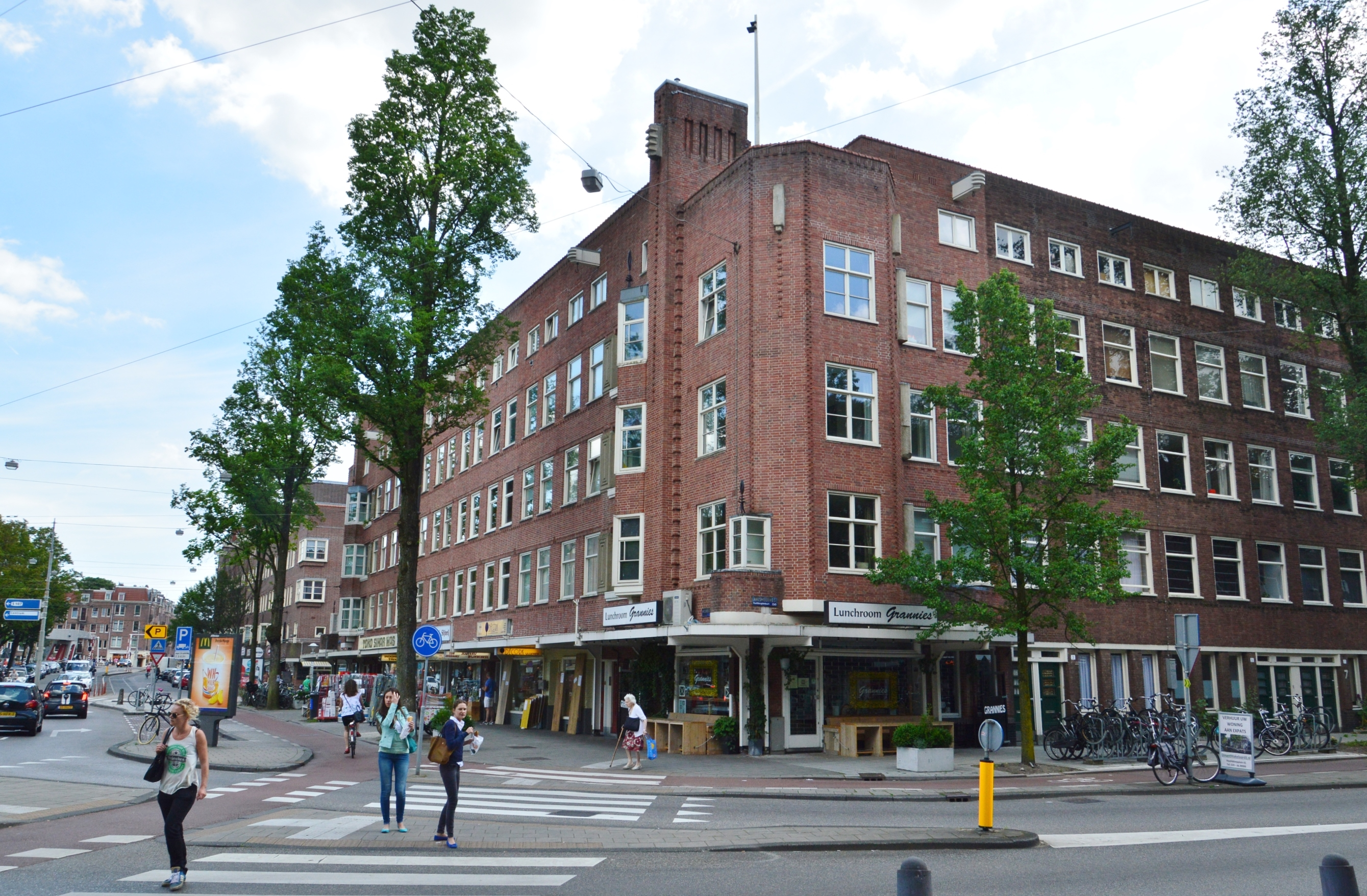
Hoek Aalsmeerweg in 2014.
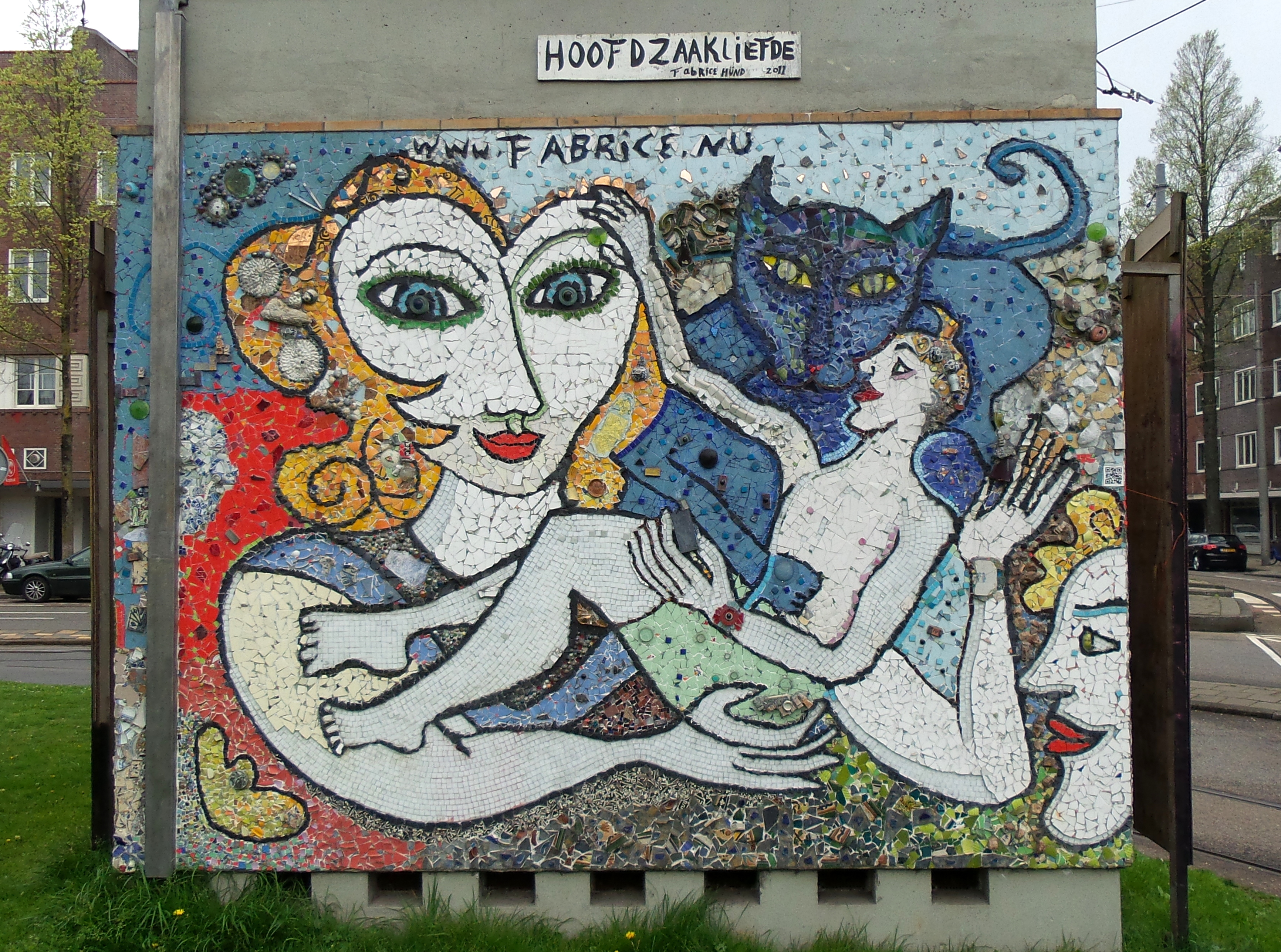
Kunstwerk van Fabrice Hünd
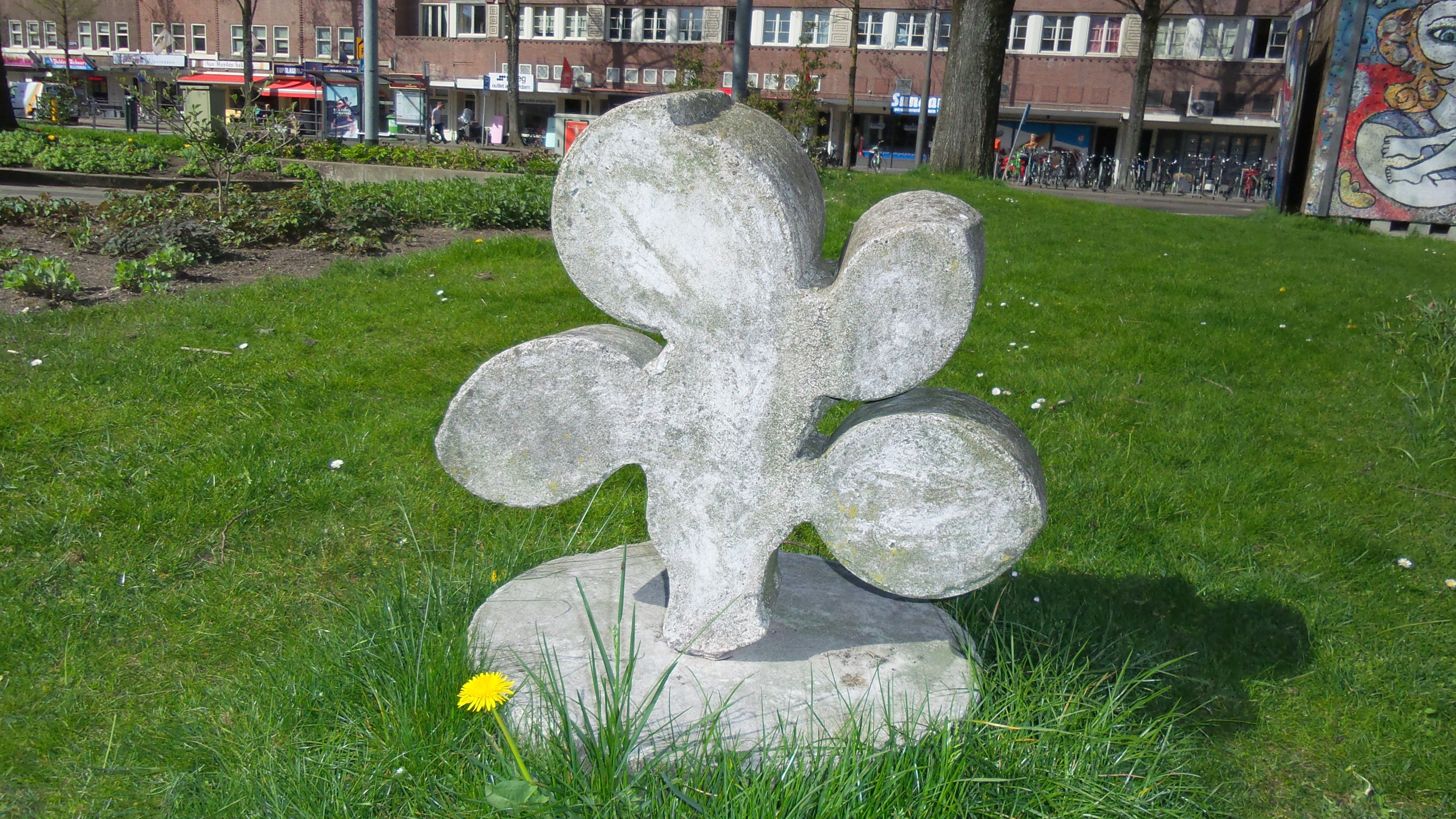
Beeld, onbekende maker in 2015
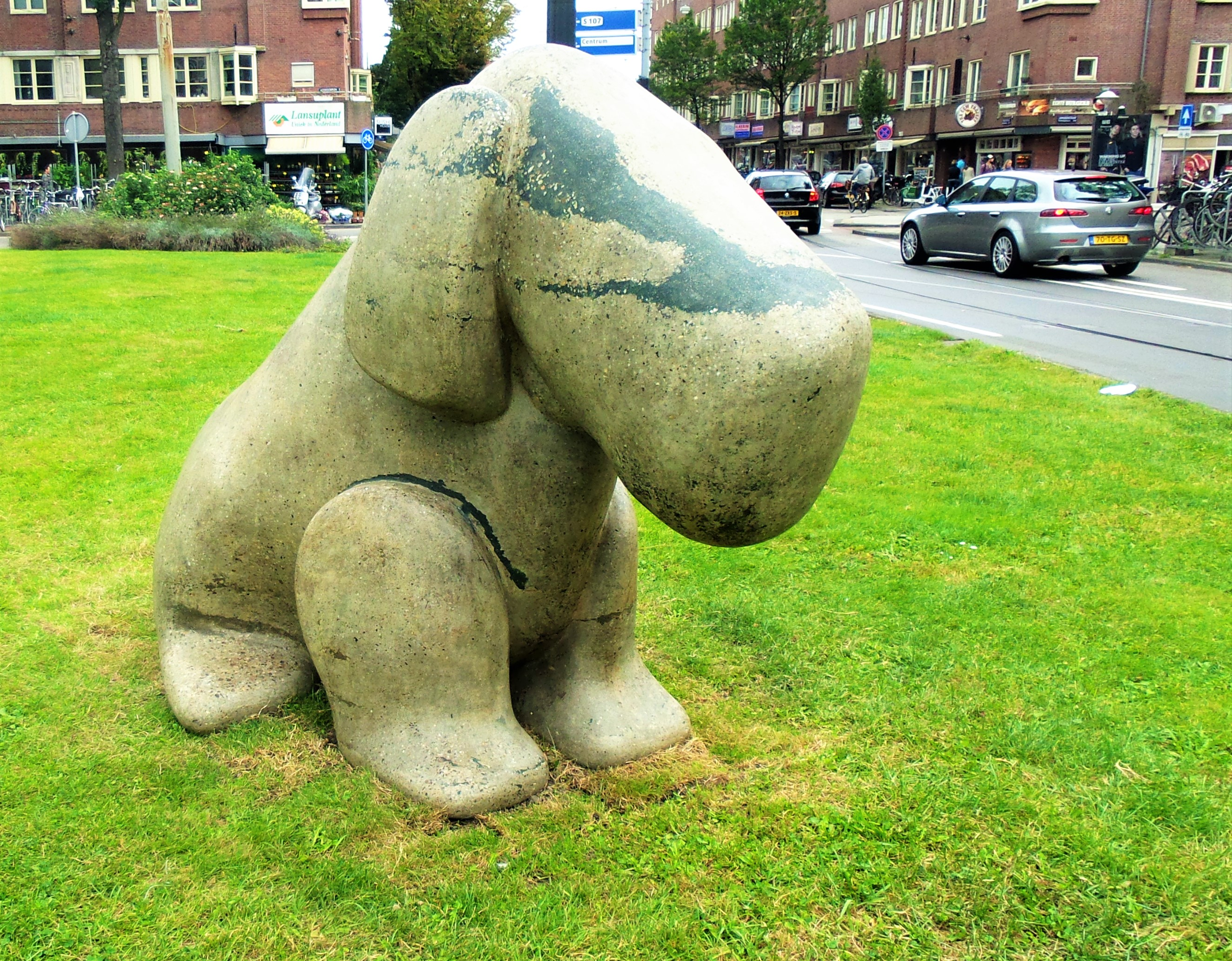
Pontus, beeld uit 2007 van Tom Claassen, geplaatst 2016